# 小正月
小正月（こしょうがつ）とは、正月15日の行事である。または14日から16日までの3日間、または14日の日没から15日の日没まで、または望（満月）の日、または元日から15日までの15日間ともされる。

## 概要
本来旧暦だが、明治の改暦後は新暦1月15日に行われることが多い。
元日（または元日から1月7日まで）を大正月と呼ぶのに対してこのように呼ぶ。正月（字義通りには月末まで）の終わりとも位置づけられる。小年（こどし）、二番正月、若年、女正月（おんなしょうがつ）、花正月。返り正月、戻り正月と呼ぶ地方もある。

## 由来
中国式の太陰太陽暦が導入される以前、望の日を月初としていたことの名残りと考えられている。六朝時代の歳時記である『荊楚歳時記』によれば、「正月十五日、豆糜を作り、油膏を其の上に加え、以て門戸を祠る。其の夕、紫姑を迎え、以て将来の蚕桑を卜い、并せて衆事を占う」とある。

## 日本の風習

### 日本
古くはこの小正月までが松の内だった（この日まで門松を飾った）ものが、江戸時代に徳川幕府の命により1月7日の大正月までとされたが、関東地方以外には広まらなかった。
この日の朝には小豆粥を食べる習慣があり、早朝に食べることから「あかつき粥」、小豆の色合いから「紅調（うんじょう）粥」「さくら粥」とも呼ばれている。古くは『土佐日記』や『枕草子』などにも、小正月に小豆粥を食べたことが記されている。現在でも東北地方の農村などに、左義長の前に小豆粥を食べる習慣が残っている地域がある。これらの地域では、元日から小正月の期間中に小豆（あるいは、獣肉を含む赤い色をした食品全般）を食することが禁忌とされている場合が多い。
繭玉をつくって養蚕の予祝をおこなったり、「道具の年越し」とし農具のミニチュアをこしらえ豊作を祈願する習慣が残っている地域もある。例えば、養蚕農家建築が多くある、群馬県みどり市東町小夜戸地区では、小正月を祝う大朴（おおぼく）、粥掻棒（かゆかきぼう）、孕箸（はらみばし）、御刀大小二振、采配、打ち出の小槌、掻花（かきばな）、十六殿神（でんじ）、掻花十二神将などの飾りで豊作と家内の発展を祈願する。
年神や祖霊を迎える行事の多い大正月に対し、小正月は豊作祈願などの農業に関連した行事や家庭的な行事が中心となる。本来は人日まで竈を休ませるはずの松の内に、忙しく働いた主婦をねぎらう意味で、女正月という地方もある。場所によっては男性が女性の代わりに料理などの家事を行う日とされる。
かつて元服の儀を小正月に行っていたということから、1月15日は成人の日という国民の祝日となった。しかし、その名前から小正月との関連がわかりづらく、かつ、高度経済成長期以降の都市化などの影響で小正月自体がなじみが薄いものとなったこともあり、2000年から成人の日は1月第2月曜日に変更されている。
2023年2月20日、自民党の有志議員でつくる「保守団結の会」が党本部で会合を開き、全国各地の祭りや年中行事を保存・継承するため、行事の集中する小正月の1月15日を休日とすることを求める決議をまとめ、代表世話人の赤池誠章政調副会長らが山本左近文部科学政務官に手渡した。
小正月の行事として、「左義長」（どんど焼き）、「綱引き」、「粥占い」などが行われる地域がある。

## 海外の風習

### 中華圏
中華圏では旧正月15日（元宵節）には元宵・湯円を食べる習慣がある。

### 韓国
韓国では正月15日（ko:정월 대보름）に洞祭（村落祭）が祝われ、農・漁・山それぞれが独自の陰暦の正月を祝う風習が残っている地域がある。
旧暦での1月15日は、「テボルム」（朝鮮語：대보름）や「上元」（朝鮮語：상원）とも表現される。「オゴクパプ（5種類の雑穀ご飯）」や「ヤクシク（薬食）」といった特別な食事や、「クィパルギ酒」といった小正月だけの特別なお酒を飲んだり、どんど焼きに似た「タルチッテウギ」の風習がある。